# Miércoles

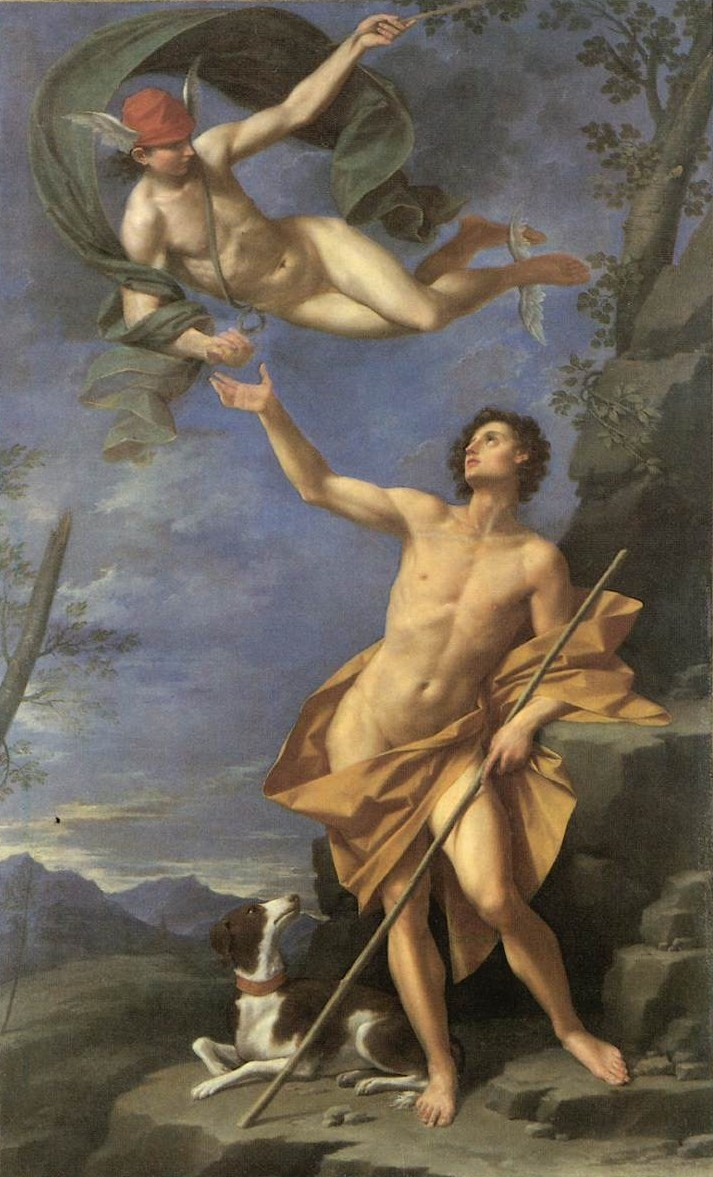
Mercurio y Paris, óleo de Donato Creti (1745).

El miércoles es el tercer día de la semana según el calendario gregoriano y la norma ISO 8601 (siendo el primero el lunes), y el cuarto para las culturas que consideran el domingo el primer día de la semana. Está situado entre el martes y el jueves. El nombre «miércoles» proviene del latín dies Mercurii o «día de Mercurio».

## Etimología
Estos son algunos de los nombres que recibe el miércoles en distintos idiomas:
| Idioma                                                                      | Nombre | Etimología               |
| español catalán francés gallego italiano latín rumano tagalo                | miércoles dimecres mercredi mércores mercoledì díes mercurii miercuri Miyerkules                             | día de Mercurio          |
| inglés neerlandés sueco danés                                               | Wednesday Woensdag Onsdag                                                                                    | día de Odín (Woden)      |
| japonés coreano                                                             | 水曜日(suiyōbi) 수요일(suyoil)                                                                               | día del agua             |
| portugués latín eclesiástico árabe hebreo griego moderno persa turco        | quarta-feira feria quarta الأربعاء (al-arbi‛ā') יום רביעי(Yom Revi'i) Τετάρτη چهارشنبه (čehāršanbé) çarşamba | cuarto día de la semana  |
| chino estonio letón lituano                                                 | 星期三 (xīng qī sān) kolmapäev trešdiena trečiadienis                                                        | tercer día de la semana  |
| quechua                                                                     | quyllurchaw                                                                                                  | día de la estrella       |
| euskera                                                                     | asteazkena, eguaztena                                                                                        | último día de la semana  |
| alemán finés polaco ruso eslovaco esloveno checo ucraniano húngaro islandés | Mittwoch keskiviikko środa Среда (sredá) streda sreda středa Середа (seredá) szerda miðvikudagur             | día central de la semana |

## Abreviaciones de los días de la semana
- En España, Argentina y otros países, la abreviatura del miércoles suele ser X, para no confundirse con el martes (lo que nos da LMXJVSD en vez de LMMJVSD). Según una de muchas teorías, se usa así por la influencia de Alfonso X el Sabio en la normalización ortográfica y la traducción de manuscritos con abundantes abreviaturas.[1][2]
- En Costa Rica y Puerto Rico se usa el código K para martes, para distinguirlo de la M del miércoles.[3]

## Otros datos
- Según una antigua costumbre de la Iglesia católica, este día está dedicado a honrar a San José de Nazaret, esposo de la Virgen María.[4]